# Maxime d'Aboville
Pour les autres membres de la famille, voir famille d'Aboville.
Maxime d'Aboville est un acteur français né à Abidjan (Côte-d'Ivoire) le 21 juillet 1980. En 2015 et 2022, il obtient le Molière du comédien dans un spectacle de théâtre privé.

## Biographie
Après des études de droit (DEA et diplôme d'avocat) et un passage à la Birmingham Theatre School en Angleterre, il suit les cours de comédie de Jean-Laurent Cochet,.
Il est nommé deux fois aux Molières en 2010 et 2011, et obtient en 2015 le Molière du comédien pour son rôle dans The Servant (mise en scène de Thierry Harcourt), de l'auteur britannique Robin Maugham. L'ouvrage avait été adapté au cinéma en 1963 par Joseph Losey dans le film du même titre The Servant. La critique de la pièce du journal Télérama mentionne : « Maxime d'Aboville est exceptionnel de noirceur sophistiquée et incompréhensible, il ferait presque oublier le Dirk Bogarde du film de Joseph Losey. »
En 2022, il obtient à nouveau le Molière du comédien pour la pièce Berlin Berlin (Molière de la Comédie, mise en scène de José Paul) de Patrick Haudecœur et Gérald Sibleyras.
En 2024, il reçoit le Prix du Brigadier pour son interprétation dans Pauvre Bitos ou le Dîner de têtes.
La même année, il incarne l'empereur Napoléon Ier dans la huitième saison de la série La Guerre des trônes, la véritable histoire de l'Europe.

## Théâtre
- 2010 : Tout est bien qui finit bien, de William Shakespeare
- 2010 : Une leçon d'histoire de France, de l'an 1000 à Jeanne d'Arc (écrit et adapté par lui-même)
- 2010 : Henri IV, le bien-aimé, de Daniel Colas
- 2010 : Journal d'un curé de campagne, de Georges Bernanos (adapté par lui-même)
- 2012 : La Conversation, de Jean d'Ormesson
- 2014 : La Tempête, de William Shakespeare, mise en scène Christophe Lidon, Centre national de création d'Orléans
- 2015 : The Servant, de Robin Maugham, mise en scène de Thierry Harcourt[3], avec Roxane Bret, Xavier Lafitte, Adrien Melin et Alexie Ribes, Théâtre de Poche-Montparnasse
- 2015 : Jean Moulin Evangile, de J.M Besset, m.e.s. Jacques Lassalle, Festival NAVA. Rôle de Jean Moulin.
- 2015 : Un certain Charles Spencer Chaplin de Daniel Colas, Théâtre Montparnasse
- 2016 : Une leçon d’histoire de France II, de 1515 au Roi-Soleil, de et par Maxime d’Aboville, théâtre de Poche-Montparnasse, théâtre des Mathurins.
- 2016 : Par-delà les marronniers, de et mise en scène Jean-Michel Ribes, Théâtre du Rond-Point
- 2017 : Les Jumeaux vénitiens de Carlo Goldoni, adaptation et mise scène Jean-Louis Benoît, avec Olivier Sitruk, Victoire Bélézy, Théâtre Hébertot[5], Paris, septembre 2017.
- 2018 : Terminus d'Antoine Rault, mise en scène Christophe Lidon, Centre national de création d'Orléans
- 2019 : Je ne suis pas Michel Bouquet, de et par Maxime d’Aboville d’après Michel Bouquet, m.e.s Damien Bricoteaux, théâtre de Poche-Montparnasse
- 2021 : La Révolution, de et par Maxime d’Aboville, m.e.s Damien Bricoteaux, théâtre de Poche-Montparnasse
- 2021 : Dom Juan de Molière, mise en scène Christophe Lidon, Centre national de création d'Orléans
- 2022 : Berlin Berlin de Patrick Haudecœur et Gérald Sibleyras, mise en scène José Paul, théâtre Fontaine
- 2022 : Huis clos de Jean-Paul Sartre, mise en scène Jean-Louis Benoît, théâtre de l'Atelier
- 2024 : Pauvre Bitos ou le Dîner de têtes de Jean Anouilh, mise en scène Thierry Harcourt, théâtre Hébertot

## Cinéma et télévision
- 2014 : Samba, réal. Olivier Nakache et Éric Toledano, avec Omar Sy (cinéma)
- 2016 : Archifau (pastille humoristique Canal +), avec Michel Fau
- 2016 : Nadia (unitaire Fr 2), réal. Léa Fazer, avec Barbara Schulz
- 2018 : Yao, réal. Philippe Godeau, avec Omar Sy (cinéma)
- 2018 : Victor Hugo Ennemi d’État (série Fr 2), réal. Jean-Marc Moutout
- 2019 : Possession (série Canal +), réal. Thomas Vincent, avec Reda Kateb
- 2020 : Mixte (série Amazon), réal. Alexandre Castagnetti
- 2022 : Capitaine Marleau Follie’s de Josée Dayan : le Commandant Duchesne
- 2022 : Le Tigre et le Président de Jean-Marc Peyrefitte : le peintre
- 2023 : Vivants d'Alix Delaporte : le conseiller ministériel
- 2023 : Brigade anonyme (série télévisée), réal. Julien Séri : le concierge du Grand Hôtel
- 2023 : La Peste, réal. Antoine Garceau : le père Paneloux
- 2024 : Monsieur Aznavour, réal. Grand Corps Malade et Mehdi Idir : le Producteur Bardy
- 2024 : La Guerre des trônes, la véritable histoire de l'Europe (Saison 8) : Napoléon Ier

## Distinctions

### Récompenses
- Molières 2015 : Molière du comédien dans un spectacle de théâtre privé pour The Servant
- Molières 2022 : Molière du comédien dans un spectacle de théâtre privé pour Berlin Berlin
- 2024 : Prix du Brigadier

### Nominations
- Molières 2010 : Molière de la révélation théâtrale masculine pour Journal d'un curé de campagne
- Molières 2011 : Molière du comédien dans un second rôle pour Henri IV, le bien aimé
- Molières 2024 : Molière du comédien dans un spectacle de théâtre privé pour Pauvre Bitos - le dîner de têtes